# 中國特工
中國特務，或中國（中共）特工，常見於台灣或美國的政治文件上，是指中華人民共和國派出用於監視人民或在外國從事間諜工作的組織，打壓在海外的中國異議人士及收集情報。而通常這類特務往往是指一些便衣国安人員或便衣公安。

## 中國
中國特務在中國大陸及台灣又有各自稱謂，在兩方的各種政治運動下，很多人被定為特務、間諜，並處刑。

### 中國大陸
習近平出任中共中央總書記後，在有關僑務工作的論述中倡議公安機關國際化，以提供華人華僑公安服務等需求。隨後，中華人民共和國各省市的公安局在海外設立了「海外110」平台，但被人權組織「保護衛士」指控其為中國共產黨從事騷擾與噤聲中國異議人士、收集情報等活動。

### 台灣
台灣方稱大陸方為「共產黨特務」、「中共特務」、「大陸特務」。而在戒嚴時期，此類人士則會被稱為匪諜。

## 美國
美國在蘇聯解體後，轉而批評中國人權，並指不少人受到中國特務的監視、囚禁，甚至殺害。
2023年4月17日，美國司法部宣布逮捕两名涉嫌代表福州市公安局在纽约曼哈顿唐人街开设海外警察站的美国公民，涉嫌協助中國政府執行各種針對異見人士的秘密任務。

## 法國
根據法國世界報2024年5月18日的報導，法國國家安全總局和巴黎警察局發現，在2024年3月下旬及5月上旬，中國特務人員先後試圖在法國強行遣返異議人士及綁架維吾爾族政治難民。與俄羅斯特務人員在案發後試圖掩蓋不同，中國特務部門的官員都在現場公開綁架，也沒有在法國警方干預後逃離法國。